# El Hadjeb
El Hadjeb (em árabe: الحاجب) é uma cidade e comuna localizada na província de Biskra, Argélia. Segundo o censo de 2008, a população total da cidade era de 10 126 habitantes.